# 2 gegen 2
2 gegen 2 war ein von 1993 bis 1997 auf ProSieben jeweils am Sonntag vormittags, ab Mai 1994 spät abends ausgestrahltes Gesprächsduell. Bei dem Talkformat standen sich jeweils zwei Moderatoren und zwei Experten zu aktuellen Themen aus Politik, Wirtschaft, Kultur und Sozialem gegenüber. Die ersten Moderatoren waren Thomas Vosskuhl und Klaus Wilken. Vorbild war die CNN-Sendung Crossfire.

## Hintergrund
In der Sendung sitzen die Moderatoren außen links und rechts, jeweils neben einem wechselnden Gast, der die gegensätzliche Meinung des Gegenübers vertritt. Möglich war etwa die Konfrontation eines Arbeitgebervertreters mit einem Arbeitnehmervertreter zum Thema Vier-Tage-Woche oder Datenschutzbeauftragter gegen Staatsanwalt zum Thema Lauschangriff. Die Moderatoren leiten die Debatte, stellen Fragen und nehmen die Kontrahenten gegebenenfalls ins Kreuzverhör. Zwischendurch beleben kurze Einspielfilme oder Straßenumfragen die Diskussion.
Anfangs moderierten Klaus Wilken und Thomas Vosskuhl, ab 1995 Sven Doppke und Jörg Pilawa. Pilawa ging 1996 zu Sat.1, um ran und Hast du Worte!? zu moderieren, woraufhin Wolfgang Brückner seinen Platz einnahm. Kurz nachdem ProSieben im Sommer 1997 seinen Chefredakteur Gerd Berger entlassen hatte, wurde die quotenschwache Sendung eingestellt.